# 91式戦車橋

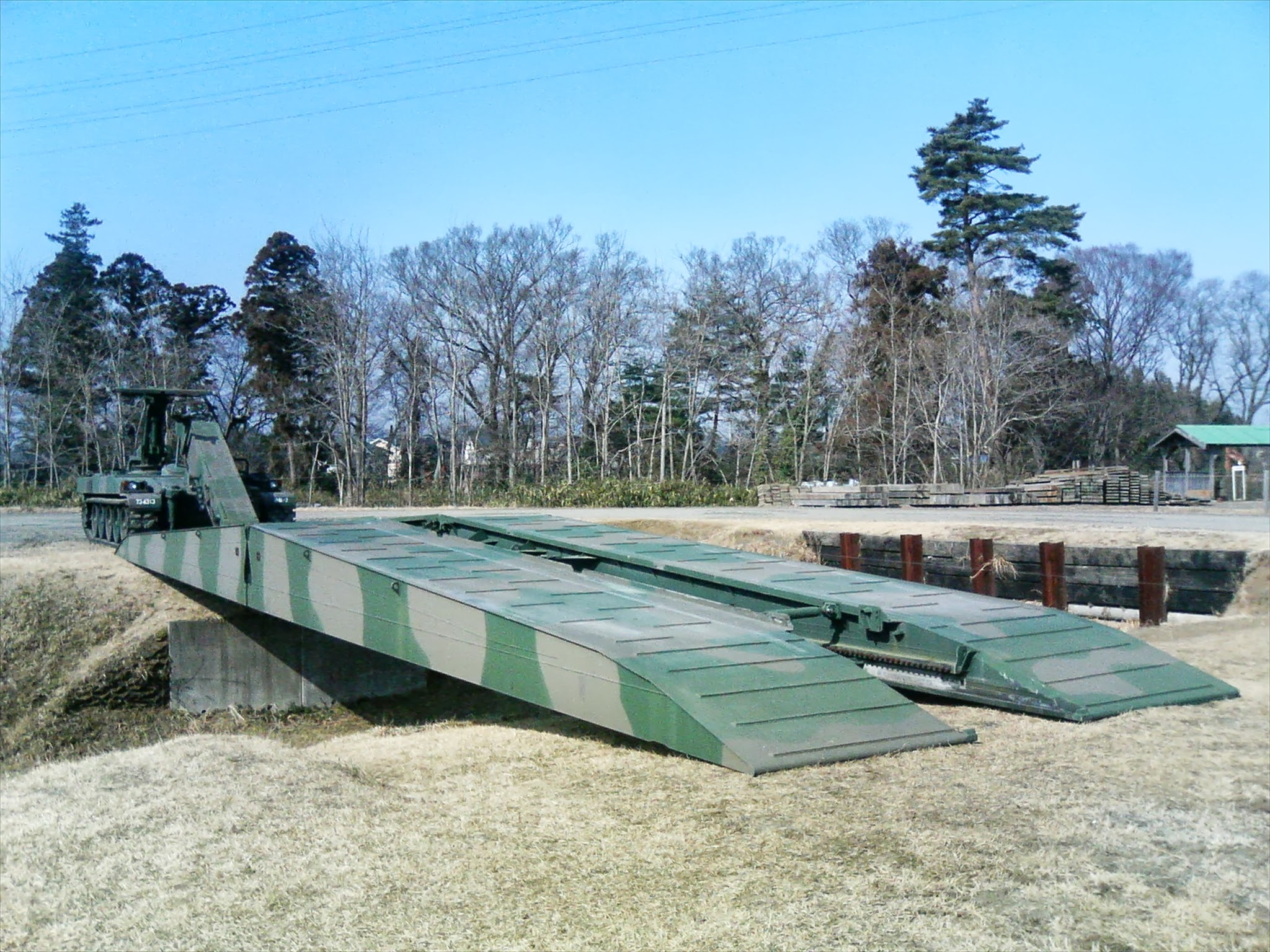
架橋を行った状態

91式戦車橋（きゅうひとしきせんしゃきょう）は、陸上自衛隊の施設科部隊等が装備している架橋戦車である。

## 概要
90式戦車、10式戦車などを通過させるための装備である。67式戦車橋に代わるものとして1985年（昭和60年）から開発が始まり、1990年（平成2年）に制式採用された。車体重量の問題で67式戦車橋（最大通過重量40t）では、90式戦車（重量50t）の通行が不可能であったが、91式戦車橋では通行が可能である。
教育部隊の他は、主に北部方面隊の施設科部隊に配備が進んでいる。平均年間調達数は1両で、2004年（平成16年）度における調達価格は約5億円である。技術研究本部が開発を行い、製作は三菱重工業が行っている。

## 特徴
74式戦車の派生型（直接的には87式自走高射機関砲の派生型で、87式と車体はほぼ共通である）であり、74式戦車同様に可変油気圧式懸架装置による姿勢制御能力を持つ。
車体上部には油圧作動式の戦車橋展開/収容装置（前部）および支持架台（後部）を持ち、後部の支持架台上部には1対の無線アンテナと4連式発煙弾発射機が並列に2基装備されている。車体前部には架橋作業時に車体を安定させるための駐鋤とその作動装置が装備されている。戦車橋本体は前後に分割されたものを上下に重ねる形で搭載しており、戦車橋の全長は20m、有効長は約18mである。
架橋時は懸架装置を最短縮状態として重心を下げて安定性を増した後、まず下段の橋体を前方に繰り出し、続けて上段の橋体をやや後方に移動させつつ下降させて結合し、結合させた橋体を車両前方に保持しつつ架橋位置に戦車橋を設置する。架橋作業に要する時間は5分ほどで、収容時にはこの逆の動作を行い、同じく5分程度で撤収が可能である。なお、一連の作業は全て車内から操作可能であり、車外での作業を必要としない。
装甲車両ではあるが直接戦闘は想定しておらず、自衛用の機関銃などは装備していない。

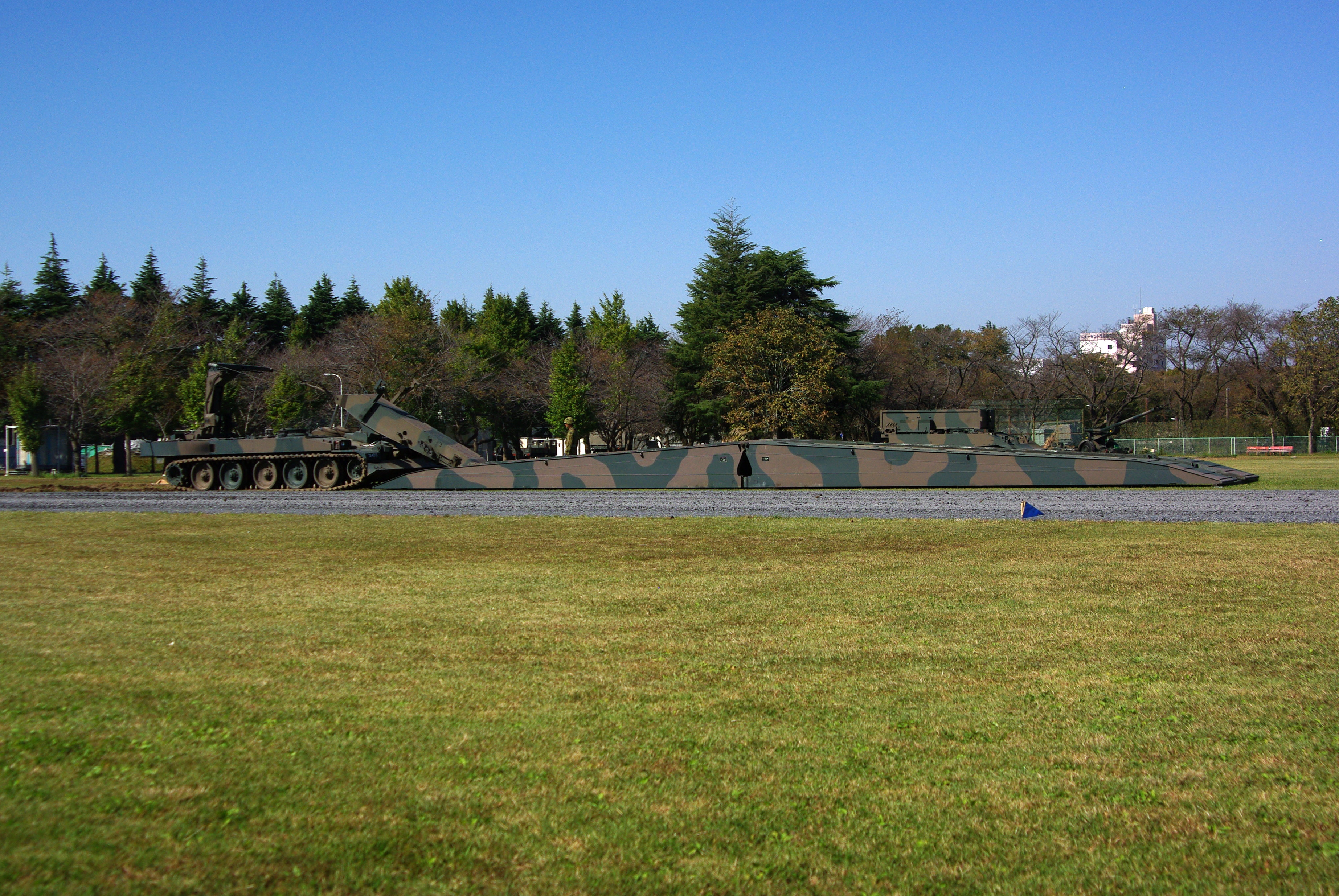
戦車橋収容作業
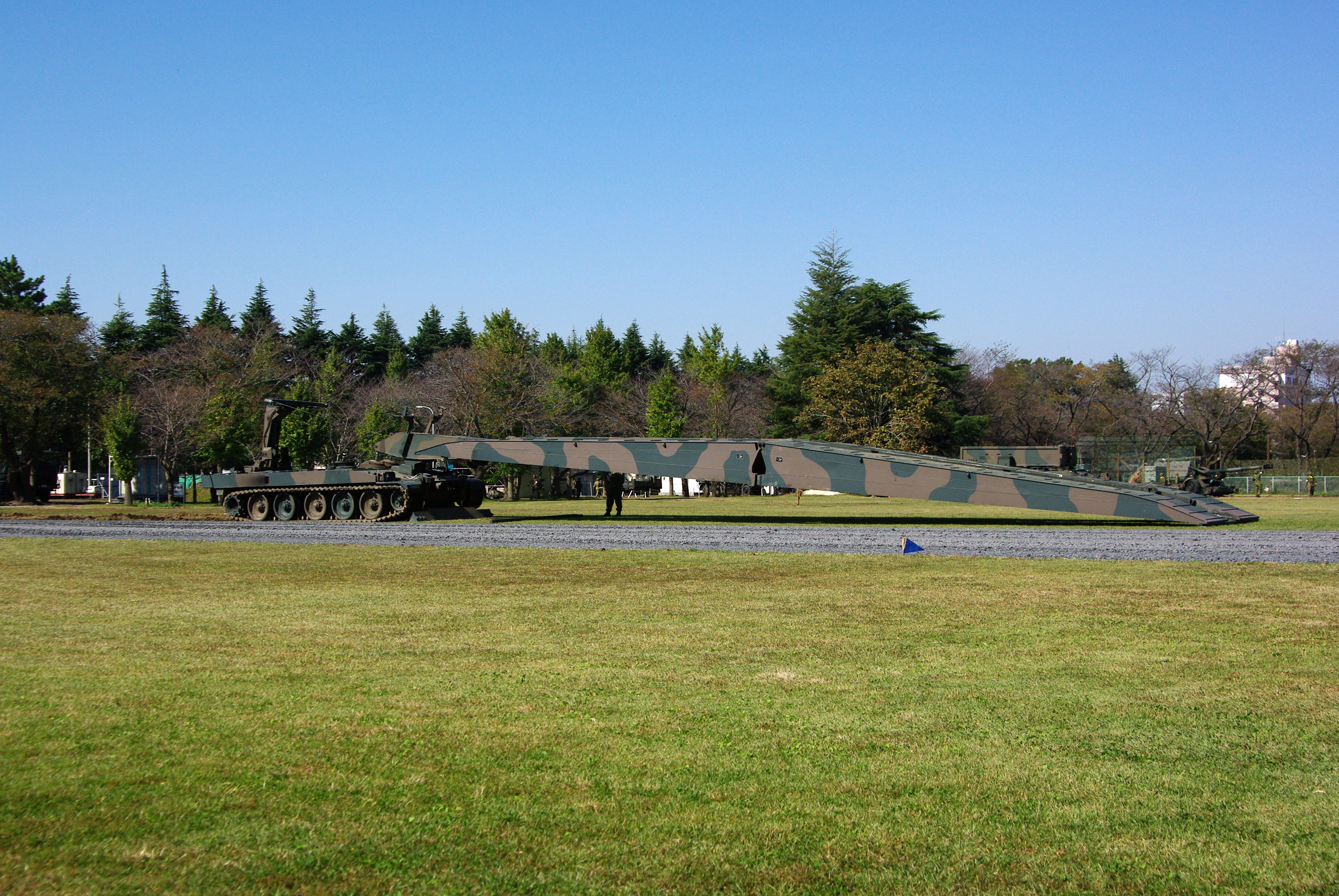
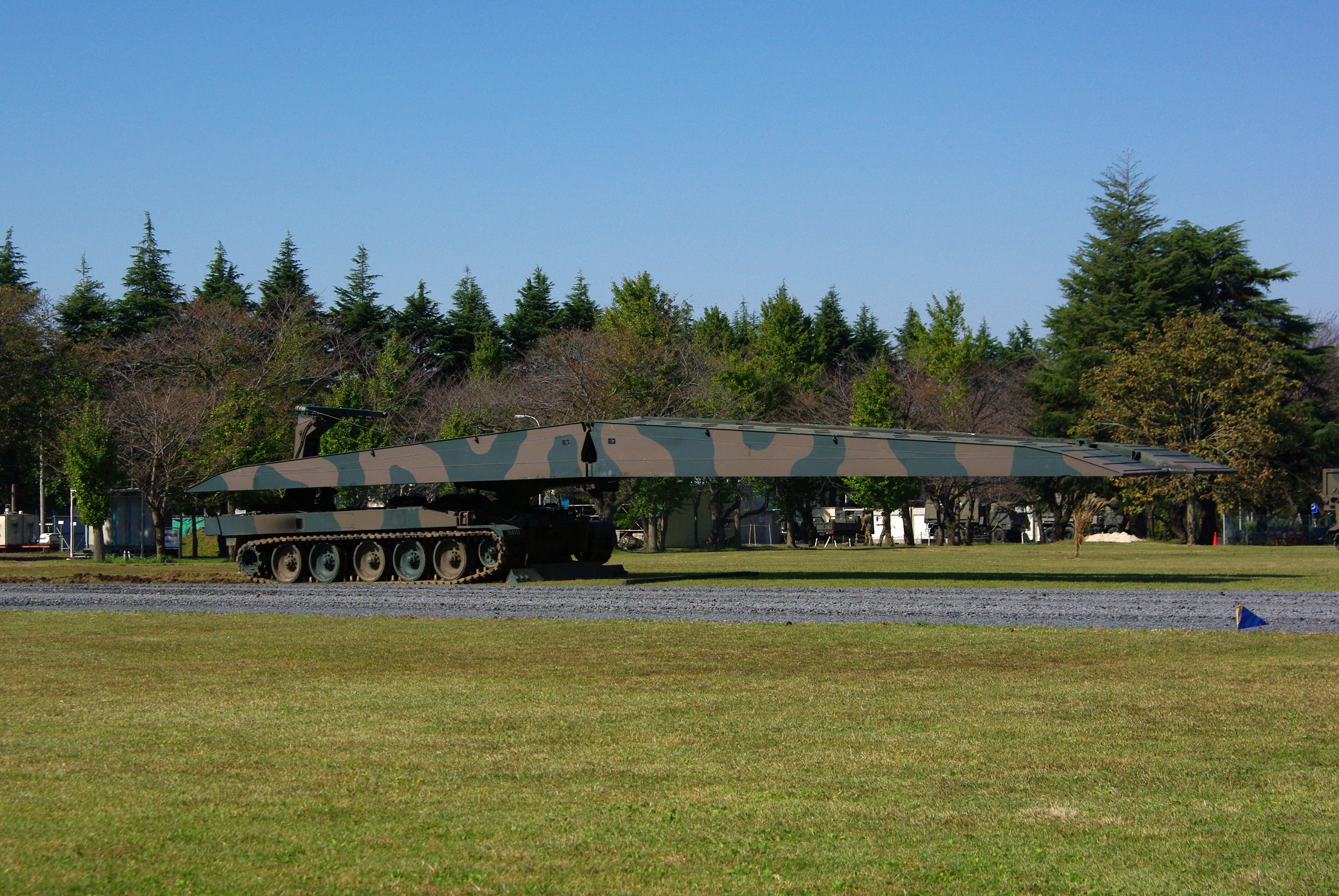
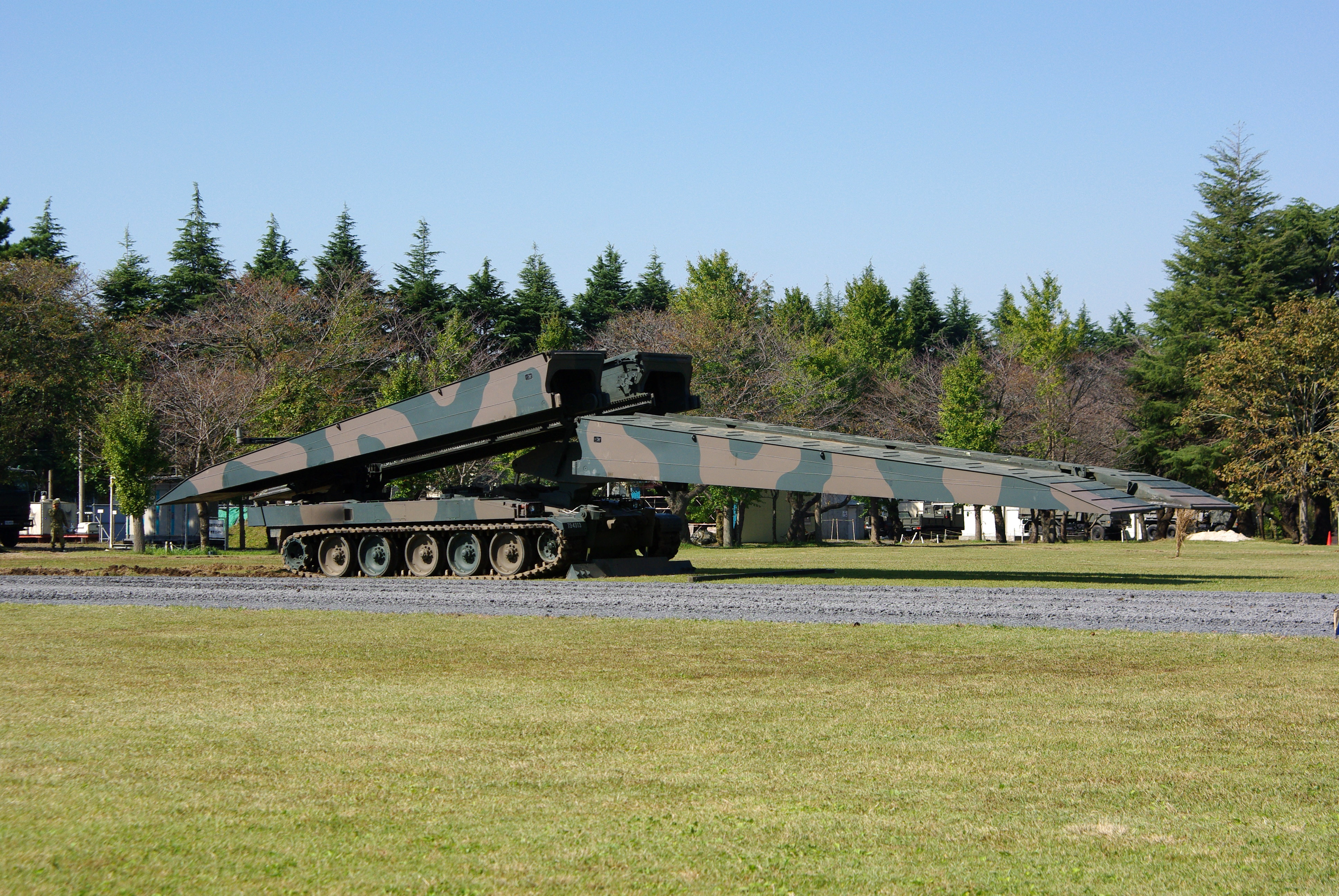
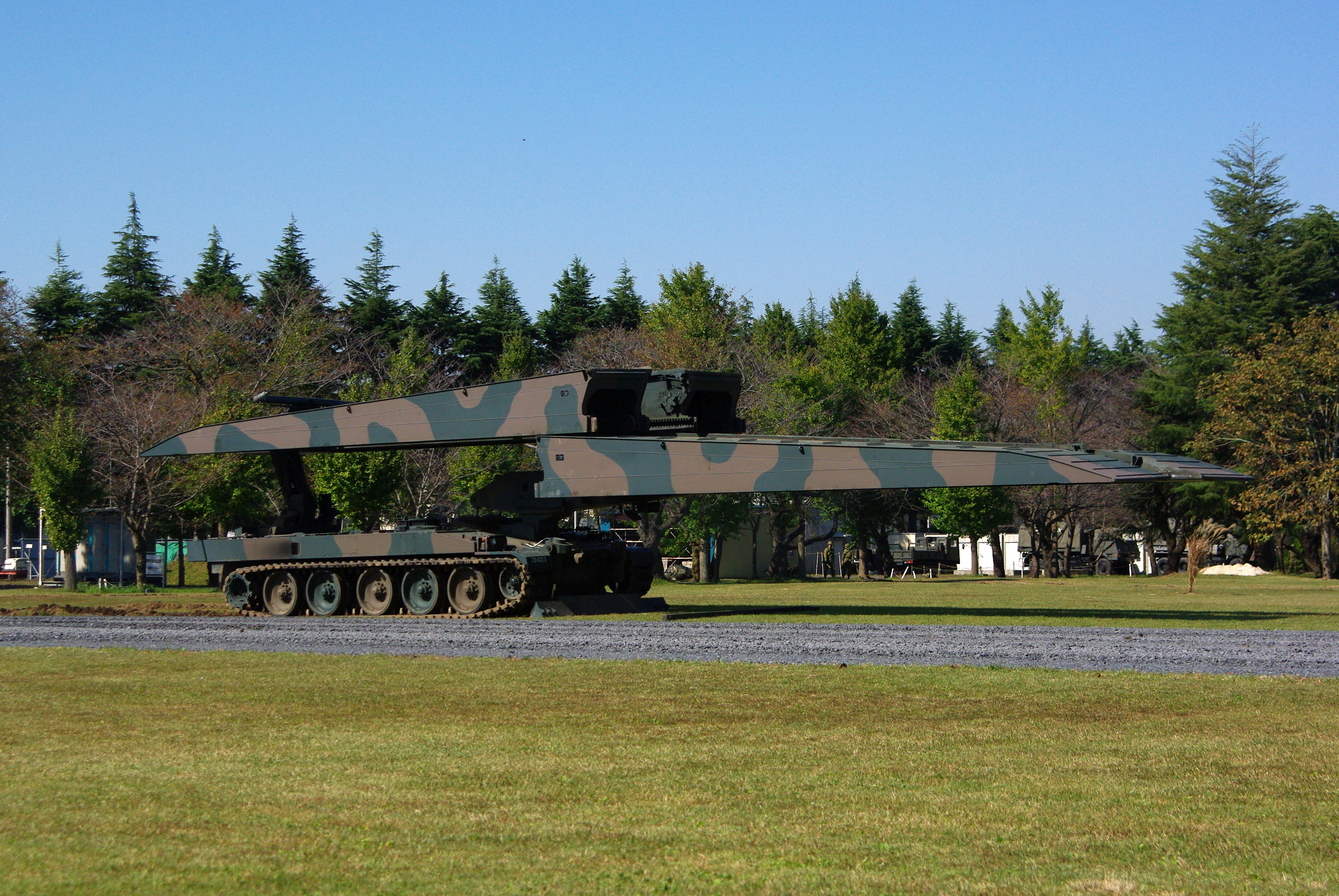
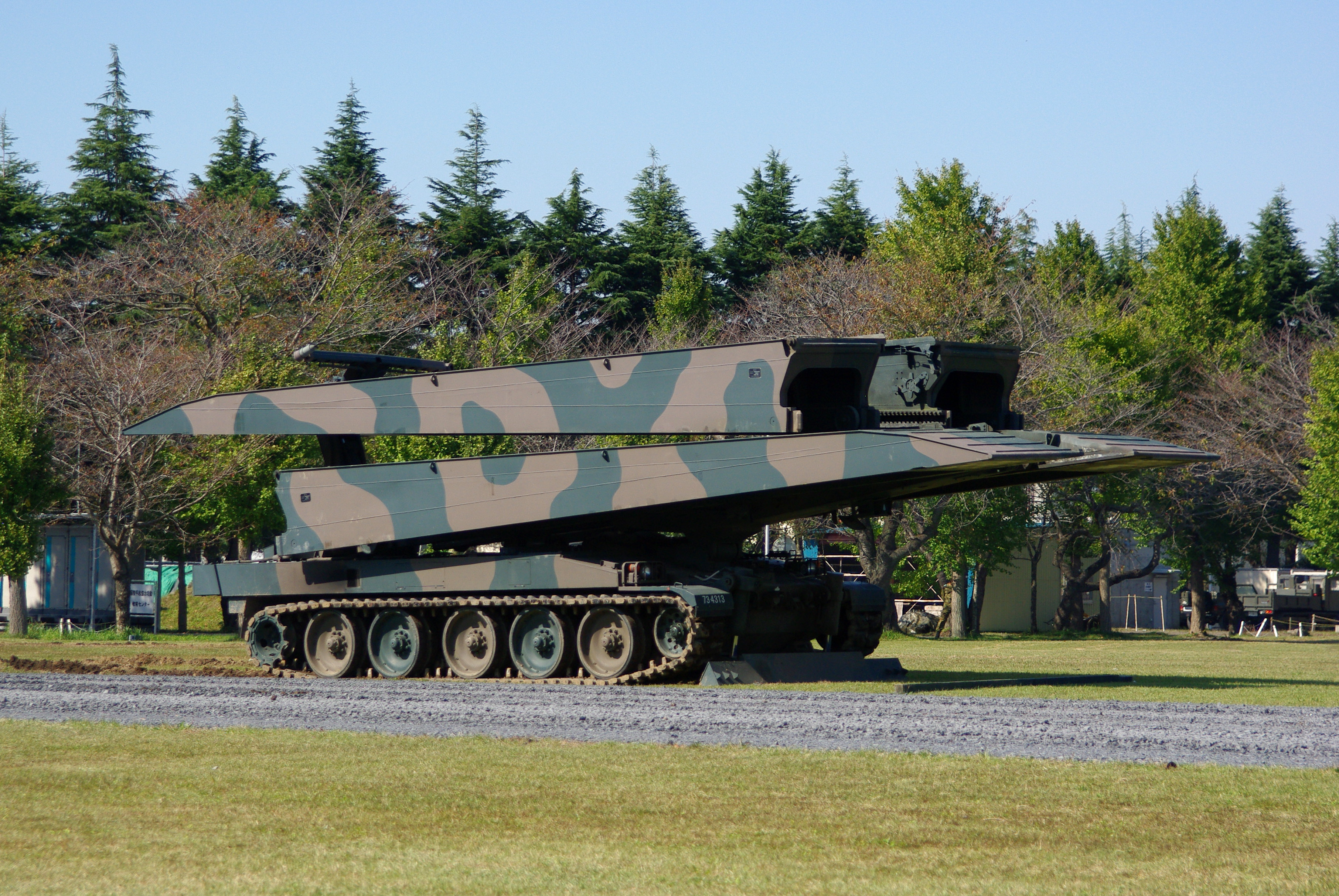
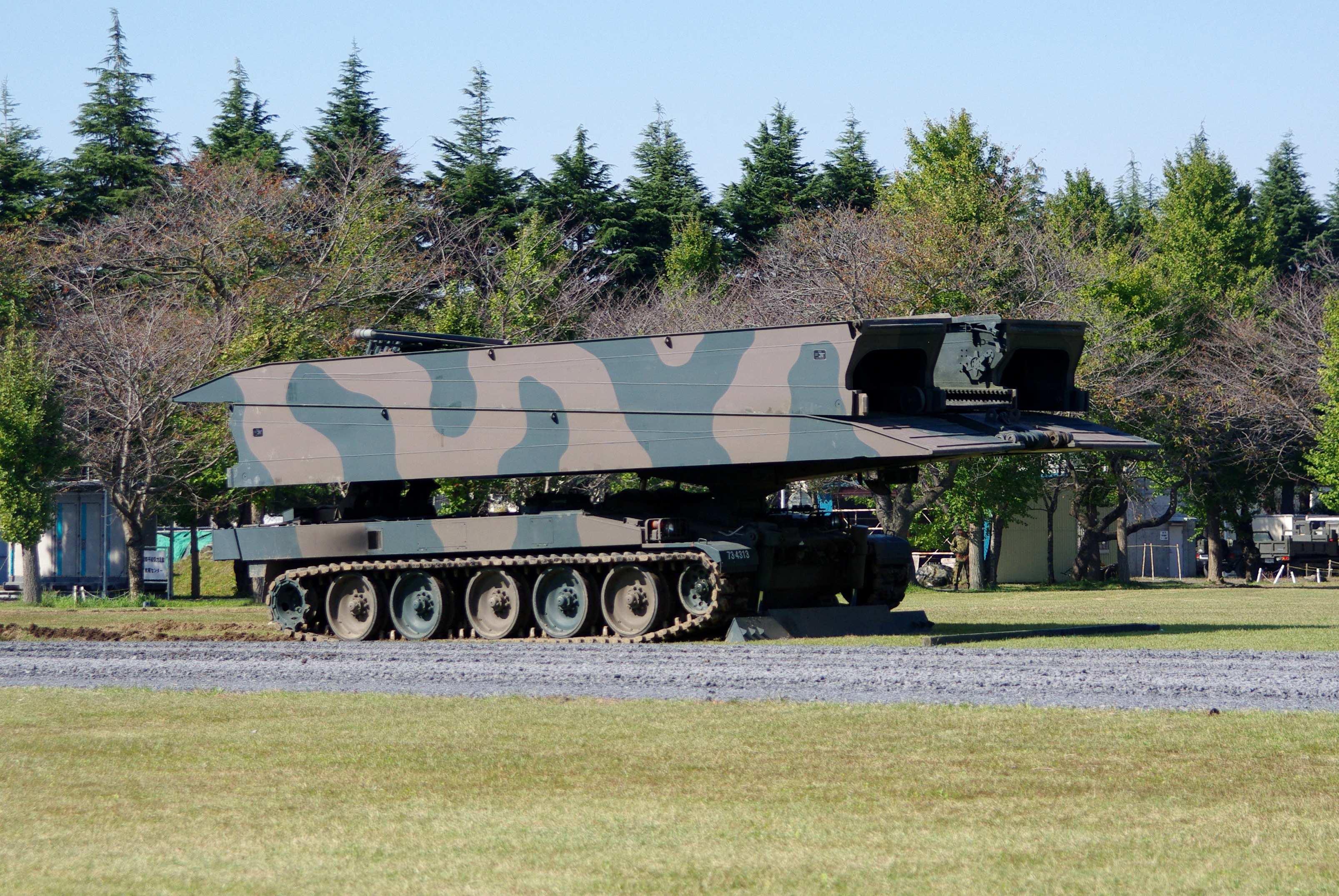

## 調達と配備
| 予算計上年度         | 調達数 |
| -------------------- | ------ |
| 平成 3年度（1991年） | 2両    |
| 平成 4年度（1992年） | 1両    |
| 平成 5年度（1993年） | 1両    |
| 平成 6年度（1994年） | 1両    |
| 平成 7年度（1995年） | 1両    |
| 平成 8年度（1996年） | 1両    |
| 平成 9年度（1997年） | 2両    |
| 平成10年度（1998年） | 1両    |
| 平成11年度（1999年） | 1両    |
| 平成12年度（2000年） | 1両    |
| 平成13年度（2001年） | 1両    |
| 平成14年度（2002年） | 2両    |
| 平成15年度（2003年） | 1両    |
| 平成16年度（2004年） | 1両    |
| 平成17年度（2005年） | 1両    |
| 平成18年度（2006年） | 1両    |
| 平成19年度（2007年） | 1両    |
| 平成20年度（2008年） | 1両    |
| 平成21年度（2009年） | 1両    |
| 平成22年度（2010年） | 1両    |

配備
主な配備先は、施設学校（施設教導隊）や教育支援施設隊の他、北部方面隊の部隊など（戦車連隊の本部管理中隊、第7施設大隊）へ配備されている。

## 諸元
- 架設方法：油圧・水平押し出し方式
- 架設角度：±15°[2]
- 架橋長：最大20m、有効長18m[5]

## 登場作品

### 漫画
『ゲート 自衛隊 彼の地にて、斯く戦えり』
特地の駐屯地内に、78式戦車回収車とともに駐車されている。

### 小説
『超空自衛隊』
おおすみ型輸送艦「おおすみ」に乗ってオーストラリアへ災害派遣に向かう途中に第二次世界大戦時にタイムスリップした、陸上自衛隊の施設科部隊の装備として登場。施設科部隊であるため戦闘車両がほとんどないなか、数少ない装甲戦力として活躍した。